# زينة الخليل
زينة الخليل (مواليد 1976) فنانة وكاتبة وناشطة لبنانية.

## سيرتها الذاتية
حصلت زينة على شهادتها الجامعية من الجامعة الأمريكية في بيروت. في عام 2002، حصلت زينة على درجة الماجستير في الفنون الجميلة من كلية الفنون البصرية في نيويورك.
تعمل زينة في مجموعة متنوعة من الأشكال بدءًا من الرسم، والتثبيت، والأداء، والوسائط المختلطة، والكتابة، والفيديو، والكولاج. وتشمل المواضيع الأساسية لعملها قضايا العنف وكذلك المواد التي تستخدم الجنس في جميع أنحاء بيروت. صور من رجال الميليشيات والنساء والمدنيين وأفراد الأسرة منمقة بالزهور البلاستيكية، بريق، سلاسل من الأضواء، الكوفية، جنود ألعاب بلاستيكية، لعبة AK-47، أرابيسك، حبات، أقمشة، وأشياء أخرى. وقد أقامت معارض فردية في لندن وميونخ وبيروت. يعيش الخليل ويعمل حالياً في بيروت.
ظلت زينة نشطة في تشجيع الفنانين العرب الناشئين وغير الممثلين تمثيلاً ناقصًا من خلال عدة مشاريع. أثناء وجودها في نيويورك، كانت مؤسِّسة ومديرة متحف الجسر. كما أصبحت أيضًا الشريك المؤسس والمدير والقيّم في اكساندو*. تم إنشاء اكساندو* كـ «مساحة / جماعية فنية غير مبنية» في مدينة نيويورك كمنظمة غير ربحية مكرسة للترويج للفنانين الناشئين وغير الممثلين. حالياً، يقع مقر اكساندو* في بيروت بتمديد بسيط في مدينة نيويورك.
خلال حرب تموز (يوليو) في لبنان، بدأت زينة على الفور في صيانة بيروت من شقتها في بيروت. كانت مدونتها رواية شخصية عن الحصار المفروض على بيروت والذي استمر لمدة 33 يومًا وتأثيره عليها وعلى الأشخاص المحيطين بها. سرعان ما حظيت باهتمام دولي وحظيت بتغطية إعلامية واسعة على بوابات الأخبار مثل سي إن إن وبي بي سي. نُشرت مقتطفات في الصحف اليومية، بما في ذلك صحيفة الجارديان وDer Spiegel Online. أدرجت كتاباتها أيضا في مختارات لبنان، لبنان الذي نشرته ساكي بوكس. في أعقاب تلك الحرب، قامت زينة الخليل بتنسيق مع ساندرا داغر نفاس بيروت، وهو معرض وسائط متعددة يضم 40 فنانًا من شهادات الحرب.
في 2008 أكملت زينة روايتها الأولى، بيروت، أنا أحبك. الكتاب عبارة عن مذكرات عن حياة زينة من عام 1994 حتى الوقت الحاضر وتركز بالتحديد على النمو في بيروت خلال فترة الاضطراب الهائل. هناك أيضا شائعات بأن الكتاب سوف يصنع في فيلم.
والدتها مي الخليل، هي مؤسسة ورئيسة جمعية ماراثون بيروت. عمها، أنور خليل، هو عضو بارز في البرلمان اللبناني ووزير سابق.

## طالع
قائمة الرسامين اللبنانيين

## أعمالها

### معارض فردية
- 2008 «ربما يوم واحد بيروت سوف تحبني.» - معرض فلاوليس، مشاريع بيرادي- سغاراتشي لندن، المملكة المتحدة.
- 2006 «أنا أحبك». - اسباس اس دي، بيروت، لبنان.
- 2004 «وعد عزيز، من فضلك!» («زوج، من فضلك!») - المختبر، اسباس اس دي، بيروت، لبنان.
- 2003 «الحب والحرب...» - معرض الفن التشكيلي، لاغوس، نيجيريا.

### مجموعة مختارة من المعارض
- 2008 «ولكن، لا أستطيع أن أذهب» معرض تانيت، ميونيخ، ألمانيا
- 2007 «المناظر الطبيعية المرنة» - معرض إيفان دوجيرتي، سيدني أستراليا
- «أكثر من الضوء يمكن أن تتحمل» - آرت لاونج، بيروت، لبنان
- «أنا» نجاسة الفن («آي بير أرت») - ديالوغبانكت ديستسش، طرابلس، لبنان
- 2006 «بيور بوب» - آرت لاونج، بيروت، لبنان
- «نفس بيروت» - منطقة SD بيروت، لبنان
- «نتخيل أنفسنا» - المتحف العالمي للنساء، سان فرانسيسكو، الولايات المتحدة الأمريكية

## طالع
قائمة الرسامين اللبنانيين

## روابط خارجية
- Official Website of Zena El Khalil
- xanadu*
- beirut update